# Isochlora grumi
Isochlora grumi är en fjärilsart som beskrevs av Alphéraky 1892. Isochlora grumi ingår i släktet Isochlora och familjen nattflyn. Inga underarter finns listade i Catalogue of Life.